# Gediminas

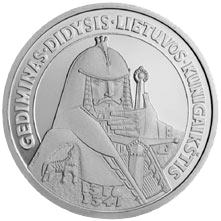
Litas commemorativa dedicada a Gedimin

Gedimin ( ca. 1275 - hivern de 1341) va ser un governant medieval del Gran Ducat de Lituània des de 1316 a 1341, el que significava governar sobre els lituans i sobre una gran part de l'estat de Rus de Kíev. Va ser el fundador del Gran Ducat com Imperi. Té la reputació de ser un pagà convençut que es va resistir a tots els intents per cristianitzar el país, tot i que en realitat el cas és més complex.

## Títol
El títol de Gedimin en llatí és:
- Gedeminne Dei gratia Letwinorum et multorum Ruthenorum rex[1]

Que es tradueix com:
- "Gediminas, per la Gràcia de Déu, dels Lituans i de molts Rutens, rei"[1]

En les seves cartes al papat de 1322 i 1323, afegeix Princeps et Dux Semigallie (príncep i duc de Semigalia). Al baix alemany contemporani se'n diu simplement Koningh van Lettowen, que reflecteix el llatí Rex Lethowye (amdós "Rei de Lituània"). El dret de Gedimin a usar el llatí rex, un títol que el papat es proclamava com a posseïdor del dret a atorgar-lo des del segle xiii, és objecte de controvèrsia en algunes fonts catòliques. Així, és denominat rex sive duke ("rei o duc") per una font, així mateix el Papa Joan XXII en una carta al rei de França, es refereix a Gedimin dient-li "el que es diu a si mateix rex", tot i que quan la correspondència és amb el mateix Gedimin si diu rex (regem sive ducem).

## Origen

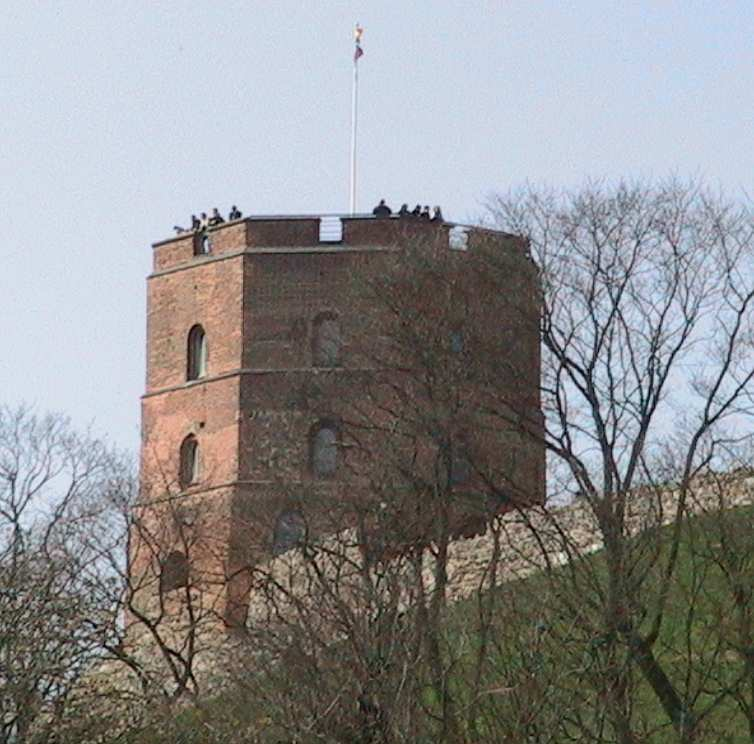
Torre de Gedimin, anomenada així pel fundador de Vílnius, encara que va ser construïda considerablement després.

Es dona per fet que Gedimin va ser palafrener de Vitenis, Gran Duc de Lituània, però és més probable que es tractés d'un germà menor de Vitenis i fill de Butvidas (Pukuwer), un altre gran duc lituà. En qualsevol cas, l'origen ruríkida que se li va atribuir posteriorment és una farsa. D'acord amb les últimes investigacions, fins i tot el seu avi no es pot identificar clarament. Gedimin va esdevenir gran duc (en lituà: didysis kunigaikštis) el 1316, amb quaranta anys i va governar durant 25 anys.

## Elecció de religió
Va heretar un extens territori, que comprenia la Lithuania propria,, Samogítia, Navahradak, Podlàquia, Pólotsk i Minsk. No obstant això aquestes possessions estaven envoltades de poderosos enemics, el mÃĐs perillós dels quals era l'Estat de l'Orde Teutònic i l'Orde livonià. Feia temps que el saqueig continuat per part dels Cavallers contra les tribus lituanes havia unit a aquestes contra un enemic comú. Gedimin tenia l'objectiu d'establir una dinastia que fes de Lituània un país segur i poderós, i per això va entrar en negociacions diplomàtiques directes amb la Santa Seu. A finals de 1322 va enviar cartes al Papa Joan XXII on li demanava la seva protecció contra la persecució dels Cavallers, i on informava dels privilegis concedits als dominics i els franciscans per a la predicació, i amb el desig que li enviés llegats per entrar ell també en el si de l'Església.
En rebre una resposta favorable de la Santa Seu, Gedimin va promulgar una sèrie de cartes, datades el 25 de gener de 1325, a les principals ciutats de la Hansa, on oferia terres per a tothom que en volgués, de qualsevol ordre o professió, de nobles i cavallers als camperols. Els immigrants elegirien els seus propis assentaments i serien governats per les seves pròpies lleis. Els sacerdots i monjos van ser al seu torn convidats a construir les seves esglésies a Vílnius i Navahradak. A l'octubre de 1323 es van reunir a Vílnius representants de l'arquebisbe de Riga, del bisbat de Dorpat, del rei de Dinamarca, dels ordes dominic i franciscà i del Gran Mestre de l'Orde Teutònic. En aquesta reunió Gedimin va confirmar les seves promeses i es va comprometre a batejar-se segons arribessin els llegats papals. Es va signar llavors un tractat entre Gedimin i els delegats, en nom del Món Cristià, on es confirmaven els privilegis promesos.
Però la cristianització de Lituània no era del gust dels Cavallers Teutònics, que farien tot el possible per anul·lar els designis de Gedimidas. Això resultaria molt fàcil, ja que aquest havia d'acontentar als seus parents pagans com ell mateix de Samogítia, als seus súbdits ortodoxos de Belarús, i als seus aliats catòlics romans a Masòvia. La seva política, per tant, era necessàriament ambigua, i podria ser mal interpretada.

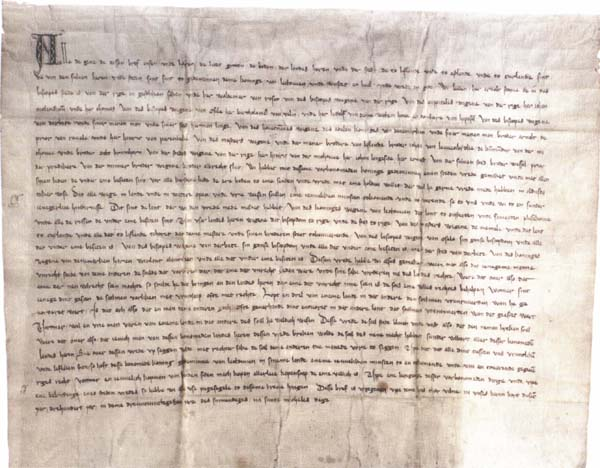
Un tractat de pau entre Gedimin i l'Orde.

Per aquest motiu, el seu saqueig a Dobrzyń, l'última adquisició dels Cavallers sobre territori polonès, els va donar a aquests últims una arma contra el lituà. Els bisbes de Prússia, que actuaven en complicitat amb els Cavallers, es van reunir en un sínode a Elbląg on van qüestionar l'autoritat de les cartes de Gedimin i el van denunciar com a enemic de la fe. Els seus súbdits ortodoxos li van retreure que s'inclinés cap a l'heretgia llatina, mentre que els lituans pagans l'acusaven d'abandonar als déus dels seus avantpassats. Per esquivar les seves dificultats, Gedimin es va retractar de les seves antigues promeses, i va rebutjar rebre els llegats papals a Riga el setembre de 1323 i expulsà dels seus territoris els frares franciscans. Aquestes mesures denoten el reconeixement de Gedimin que els pagans era el poder més fort de Lituània, i no es podia deixar de tenir en compte en la lluita per la creació de la nacionalitat.
Alhora, Gedimin, a través dels seus ambaixadors, informà els llegats papals de la seva difícil posició que l'obligava a posposar la seva ferma determinació de ser batejat, i els llegats van demostrar la seva confiança en ell quan van prohibr als estats veïns atacar Lituània en els quatre anys següents, a més de ratificar el tractat que havia fet Gedimin amb l'arquebisbe de Riga. No obstant això, en 1325, l'Orde, sense considerar les censures de l'Església, va reprendre la guerra contra Gedimin, que havia millorat la seva posició en aliar-se amb Ladislau I, rei de Polònia, el fill del qual, Casimir III, s'havia casat amb la filla de Gedimin, Aldona.

### Teoria de Rowell

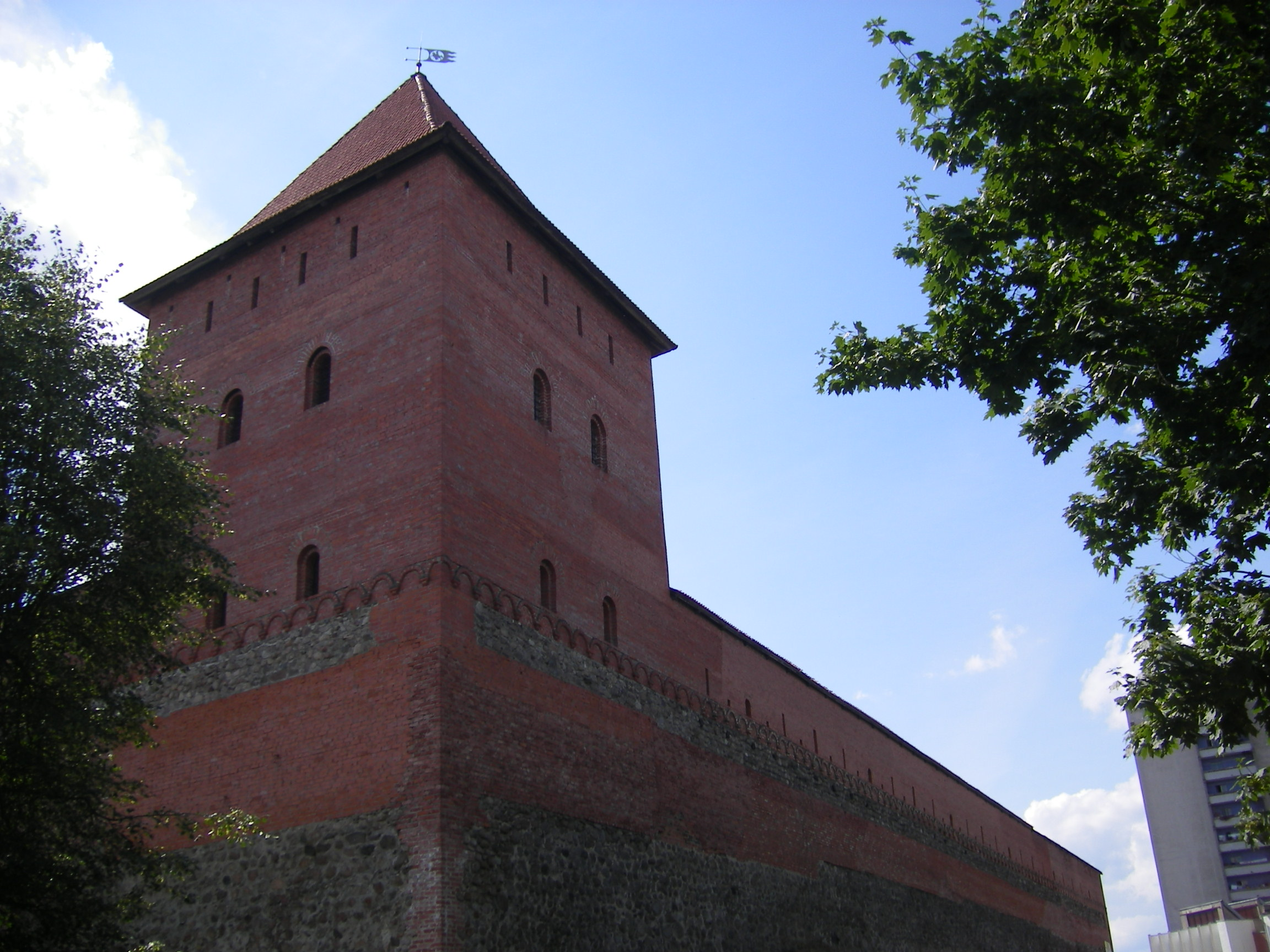
Castell de Gedimin a Lida (reconstrucció).

Hi ha un punt de vista alternatiu a la disposició de Gedimin per convertir-se en cristià. És la defensada per Stephen Christopher Rowell en el llibre Lithuania Ascending: A Paguen Empire within East-Central Europe 1295-1345. Rowell creu que Gedimin mai no va tenir la intenció d'esdevenir cristià, ja que hagués ofès als habitants fermament pagans de Samogítia o Žemaitija i la Lituània Superior o Aukštaitija, el cor ètnic de Lituània. Segons aquesta teoria, la seva estratègia era guanyar el suport del Papa i altres poders catòlics en el seu conflicte amb l'Orde Teutònic, garantir-se un estatus favorable per als catòlics que visquessin en el seu regne i fingir un interès personal per la religió cristiana.
Rowell apunta que la fórmula de la carta de 1322 al Papa Joan XXII va ser intencionalment vaga, i que la frase "fidem catholicam recipere" podria ser interpretada com "accepto el catolicisme per a mi" o simplement "rebo (li dono la benvinguda) la fe catòlica a Lituània (els permet als catòlics practicar la seva religió aquí) ". Com diu a la pàgina del seu llibre:

L'ambigüitat de la frase "fidem recipere" és segurament deliberada. Fa l'efecte que el gran duc demana el baptisme i de veritat vol dir això. Tanmateix, és tan vaga, que podria significar que els catòlics eren benvinguts a Lituània. Aquest és el sentit casuístic que Gedimin escull posteriorment per donar-li el sentit a les seves cartes per a la conversió.

Rowell també demostra que, si bé Gedimin premeté als clergues catòlics l'entrada al seu regne, amb el propòsit de donar servei als seus súbdits catòlics i a residents temporals, va castigar severament qualsevol intent per convertir els lituans pagans o d'insultar la religió nativa. Així, entre 1339 / 1340 va executar dos frares franciscans de Bohèmia, Ulrich i Martin, que havien anat més enllà de l'autoritat que se'ls havia concedit i havien predicat contra la religió lituana. Gedimin els va ordenar renunciar al cristianisme, i com que no ho van fer, van ser executats. Cinc frares més van ser executats en 1369 per la mateixa raó.
Rowell descriu la cremació de Gedimin a 1342 com una cerimònia totalment pagana, incloent-hi sacrificis humans, el del seu servent favorit i diversos esclaus alemanys que van ser cremats a la pira amb el cos. Tots aquests fets demostren que Gedimin romangué fidel a la seva religió nativa lituana, i que la seva ficció d'interès en el catolicisme va ser simplement una farsa per guanyar aliats contra l'Ordee Teutònic.
Rowell afirma que la dissolució de l'Orde del Temple només dues dècades abans pel rei Felip IV de França amb la connivència del Papa Climent V, va encoratjar Gedimin i altres enemics de l'Orde Teutònic (per exemple el rei de Polònia i l'Arquebisbe de Riga) a creure que es podria donar una supressió similar amb el beneplàcit del Papa en el cas de l'Orde Teutònic. La carta de 1322 ha de ser entesa en aquest context.

## Incorporació de terres eslaves

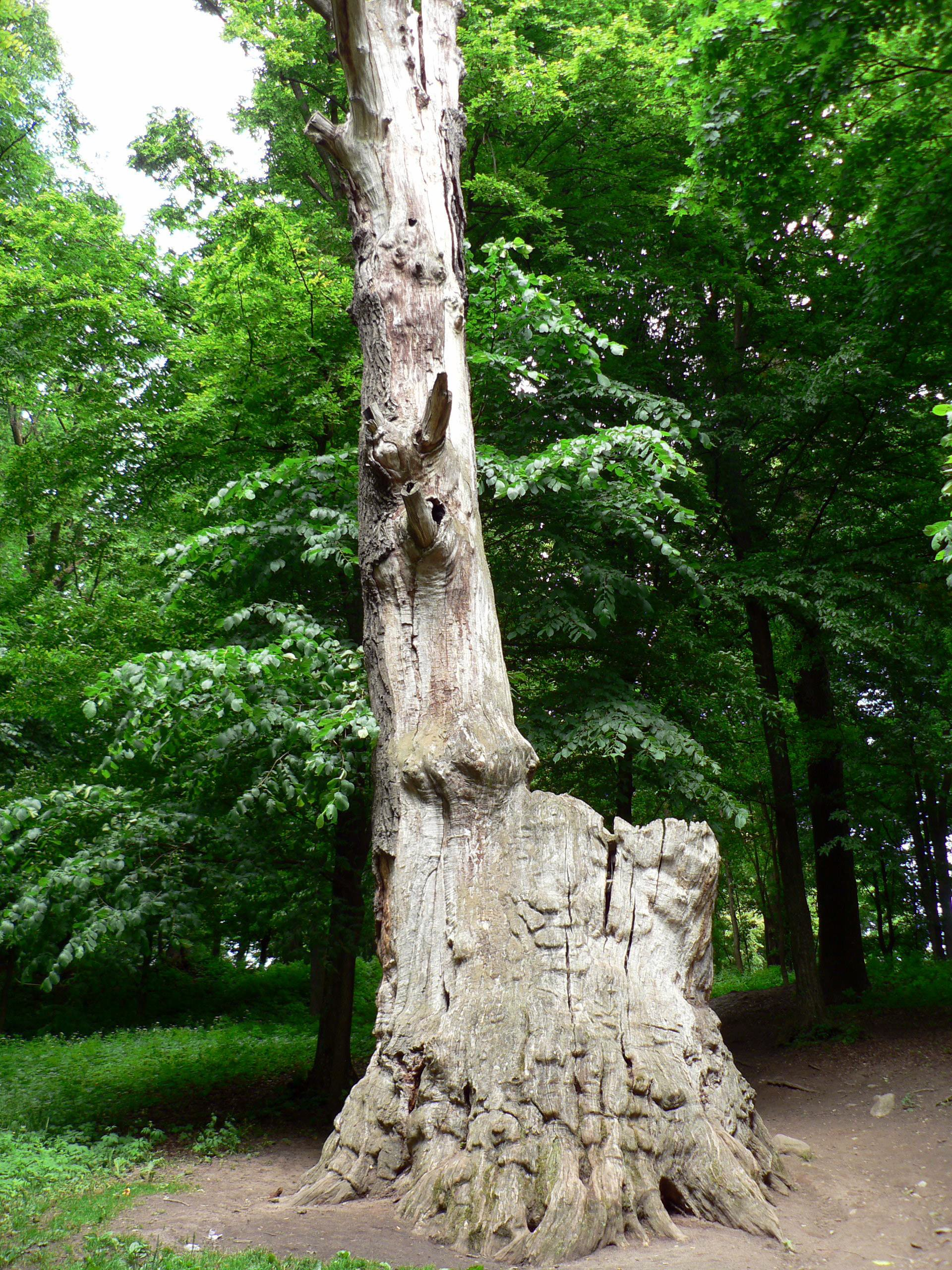
Un roure a Raudone sota el qual se suposa que Gediminas va ser ferit de mort.

Mentre assegurava les seves defenses contra els seus enemics del nord, Gediminas, des 1316 a 1340, va engrandir els seus dominis a costa de nombrosos principats al sud i a l'est, els incessants conflictes dels quals entre si van contribuir a la ruïna de tots. El progrés triomfal de Gediminas sembla haver estat imparable, però les etapes en què es va desenvolupar són impossibles de seguir, ja que les fonts sobre la seva història són poques i en conflicte, de manera que les dates dels principals esdeveniments són dubtoses. Una de les seves adquisicions territorials més importants va ser el Principat de Galítsia-Volínia, que es va obtenir mitjançant el matrimoni del seu fill Liubartas amb la filla del príncep de Galítsia.
Després de la batalla del riu Irpín de 1321, Volínia va caure en mans de Lituània, incloent Kiev, que havia estat conquerida per Gediminas el 1323 després d'un setge d'un mes, posant fi al govern de Rurikides a la ciutat. De 1349 a 1352, Casimir III de Polònia i el gran duc de Lituània Gediminas s'enfronten per apoderar-se del principat de Galítsia-Volínia. En 1352, Polònia i Lituània arriben a un acord sobre el repartiment de Galítsia-Volínia. Casimir III el Gran obté Galítsia (amb Lviv, Hàlitx, Chełm, Lutsk i Belz), Podíl·lia i una part de Volínia, i la resta de Volínia, incloent Kiev, i Podlàquia esdevenen lituanes, i els governants lituans van assumir llavors el títol sobre Rutenia.
Alhora que explotava la debilitat dels principats eslaus en la vigília de la Invasió mongola de Rússia, Gediminas sàviament va eludir la guerra amb l'Horda d'Or, un gran poder regional en aquell temps, mentre s'expandia la frontera lituana cap al mar Negre. També es va assegurar l'aliança amb el naixent Gran Ducat de Moscou, en casar la seva filla, Anastàsia amb el gran duc Simeó. Malgrat l'aliança, era prou fort com per contrarestar la influència moscovita al nord de Rússia, i per ajudar la República de Pskov, que reconeixia la seva sobirania, a fi i efecte d'independitzar-se de la República de Nóvgorod.

## Afers domèstics
La seva administració interna porta la marca d'un savi governant. Va protegir el clergat catòlic i també l'ortodox, va portar l'exèrcit lituà al major estatus d'eficiència assolible en l'època; va defensar les seves fronteres amb una cadena de sòlides fortaleses, va construir nombrosos castells a les ciutats, inclosa Vílnius, que seria la capital. Al principi va moure la capital a la nova ciutat de Trakai, però el 1323 va restablir la seva la capitalitat permanentment a Vílnius.
Gedimin va morir en l'última setmana de 1341 (presumiblement va ser assassinat en temps de cop d'estat). Es va casar tres vegades, i va deixar set fills i sis filles.Dos dels seus fills van morir en batalla. Jaunutis inicialment va governar Vílnius després de la mort del seu pare, i fou formalment el Gran Duc de Lituània fins que els seus germans grans Algirdas i Kęstutis van tornar de les seves campanyes militars a Rutènia i el van forçar a abdicar a favor seu. Una de les seves filles, Aldona va ser donada en matrimoni al rei Casimir III de Polònia.